# معبر مشاة

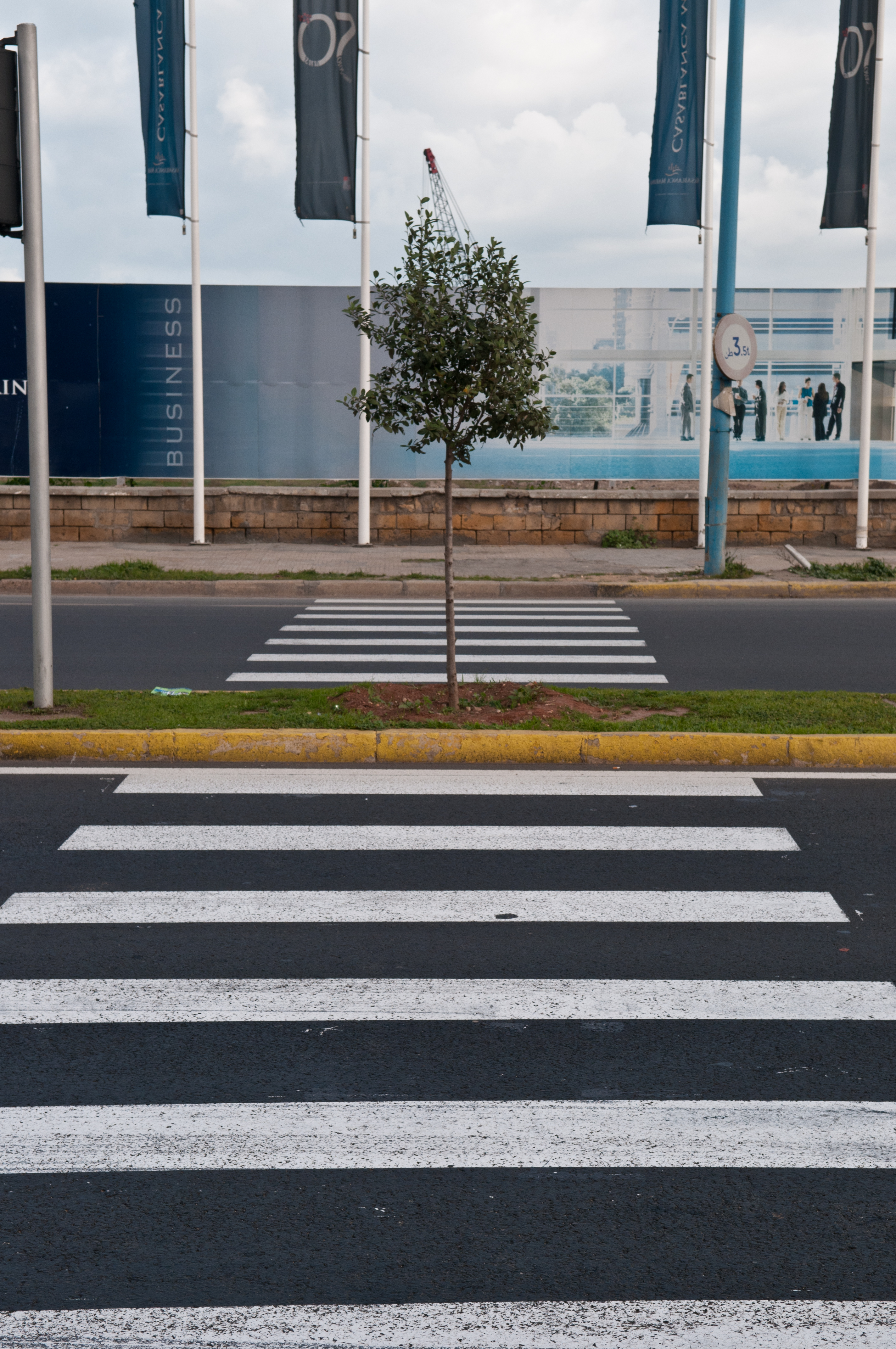
معبر مشاة بمدينة الدار البيضاء.

معبر المشاة أو ممر المشاة أو ممر الراجلين نقطة على الطريق تُستخدم فيها وسائل لمساعدة المشاة الراغبين في العبور، وتسمح للمشاة اجتياز الطريق من رصيف إلى آخر. لها أنواع عديدة وتختلف قواعد استعمالها. وأكثر العلامات انتشارًا رسم خطوط بيضاء سميكة.

## الصور

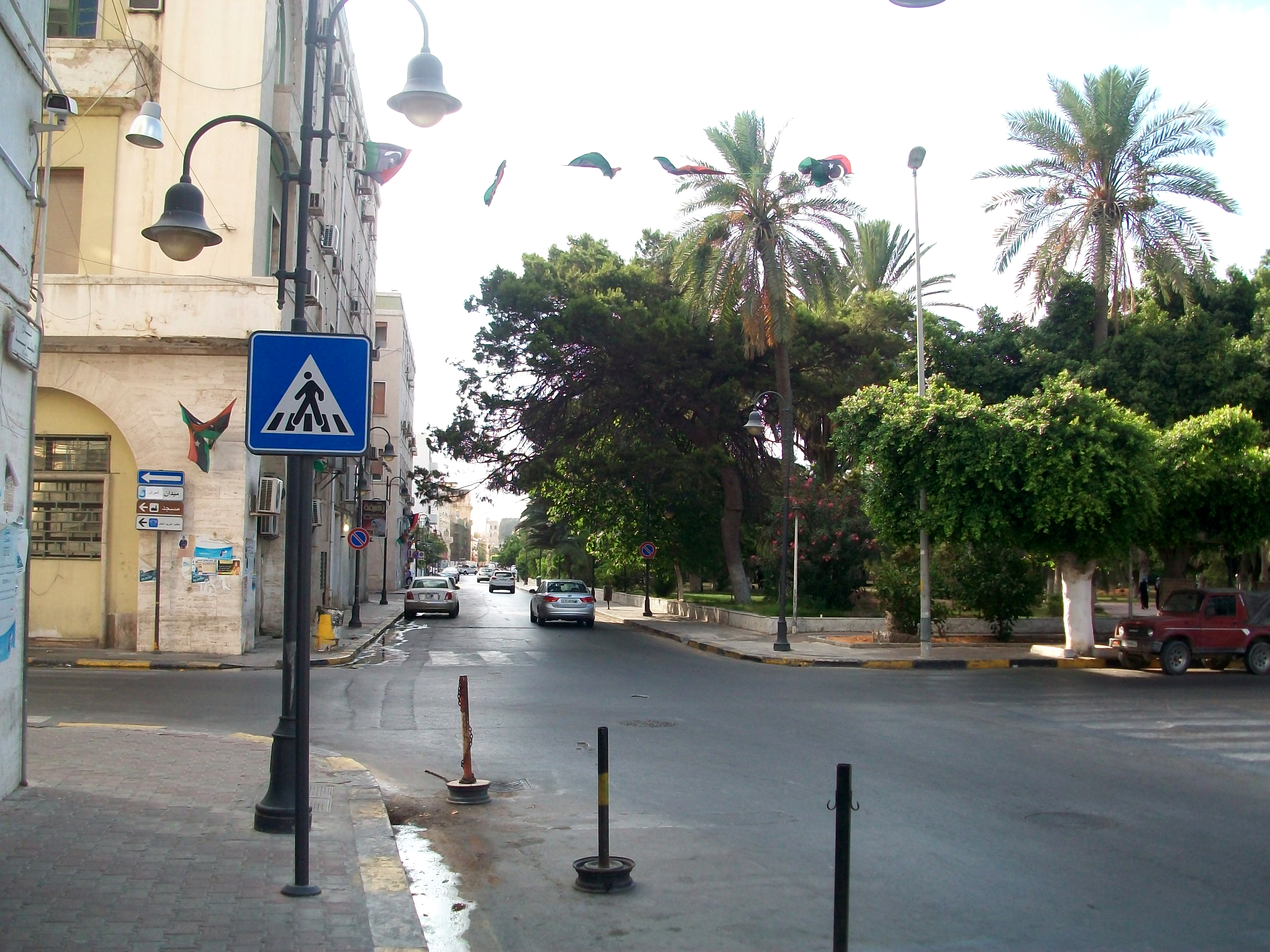
لافتة مرورية بالعاصمة الليبية طرابلس تنبه السائق بوجود معابر مشاة عند التقاطع
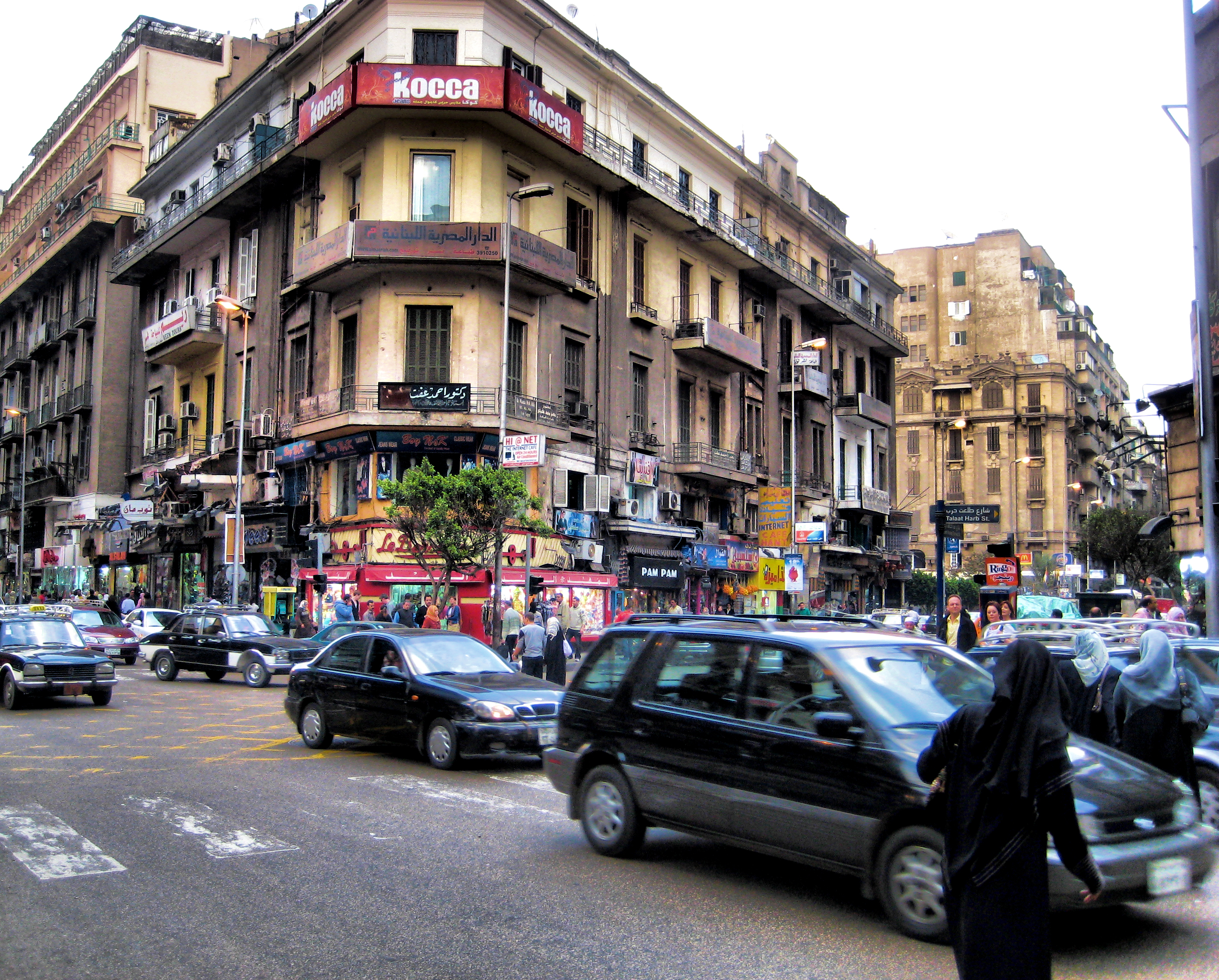
عدم احترام معابر المشاة في مصر يعرض حياتهم للخطر
رمز من رموز معبر المشاة